# Trollenäs slot
Trollenäs (før 1700-tallet dansk: Næs) er et slot i Eslövs kommun i det tidligere Onsjö herred i Skåne i Sverige.
Trollenäs hed Næs på grund af beliggenheden mellem to åer, der løber sammen i Saxåen lige efter slottet. I 1700-tallet fik slottet sit nuværende navn.

## Historie
Trollenäs er kendt siden 1300-tallet og har været ejet af to adelsslægte: Thott og Trolle.
Slottet blev bygget i korsform. I 1559 påbegyndte Tage Ottesen Thott bygningen af det nuværende slot, som tilhørte slægten Thott til 1682, hvor Niels Trolles enke, Helle Rosenkrantz overtog det. Hendes sønnesøn Fredrik Trolle gjorde Trollenäs og Fulltofta til fideikommis for hans sønnesøn Fredrik Trolle og arvinger. Godset er nu overført til aktieselskabet Trollenäs Gods AB, der er ejet af familien Trolle.
1891-1893 blev slottet ombygget af de danske arkitekter Ferdinand Meldahl og Albert Jensen til et fransk-inspireret renæssanceslot.
Slottet består af en tre-etages hovedbygning og to sidelænger på to etager. Hovedindgangen, der går igennem en rund tårnbygning, vender ud mod den åbne slotsgård. På hovedbygningens vestside er et firkantet tårn med en stor veranda; fra verandaen fører en bred trappe ned til slotsparken.
Slottet er åbent for offentligheden med mulighed for bryllupper, konferencer, middage og udflugter. Parken har en café. er Nas gamle kirke støder op til slottet .